# Escola Sant Jordi
L'escola Sant Jordi de Lleida és un centre escolar públic que va ser creat l'any 1953. El centre fou creat pels professors Josep Solans, Enric Farreny i Andreu Isern amb el nom de Colegio San Jorge amb un centre de primària i de batxillerat, per la manca de centres escolars que hi havia pels començaments de la dècada de 1950 a Lleida. Des dels seus orígens, ha basat la seva tasca en una educació integral, en la defensa de la catalanitat i la recerca educativa.
L'any 1962 el centre es va traslladar a Gualda. L'any 1975 es va crear la cooperativa de pares i professors. El curs 1987-88 es va integrar a la xarxa d'escoles públiques de Catalunya. El curs 2003-2004 se celebrà el 50è aniversari del centre amb diverses activitats. El centre és d'una sola línia i acull el segon cicle d'Educació Infantil i l'Educació Primària. L'edifici és de construcció moderna i funcional amb tres espais molt diferenciats, el parvulari, el gimnàs i l'edifici de primària.